# Judgeford
Judgeford est une banlieue de la ville de Porirua, une cité proche de la capitale Wellington, située dans le sud de l'Île du Nord de la Nouvelle-Zélande.

## Toponymie
En 1883, on commença à appeler la banlieue Judgeford à cause du premier colon arrivé là, appelé Alfred Judge, qui avait une maison tout près de la rivière.
Ainsi le nom de « Judge's Ford » fut créé et rapidement se modifia en « Judgeford ».

## Histoire
En 1850, les colons immigrants venant d'Angleterre arrivèrent dans le secteur de Judgeford.
La plupart des personnes installèrent des fermes et il y eut aussi des scieries.
La zone était initialement appelée le ' village des petites fermes'.
Lors de la Deuxième guerre mondiale, les US Marines avaient {quatre camps dans le secteur de Pauatahanui.
Celui de Judgeford accueillait 3 755 hommes .

## Population
Lors du recensement de 2013 en Nouvelle-Zélande: 1 080 personnes vivaient dans le secteur de Pauatahanui, qui comprend la banlieue de Judgeford .

## Caractéristiques
Le seul bâtiment élevé est le « dog boarding place » appelé « Kennels and Cattery », un parcours de golf et des maisons d’habitation.
Il y a à proximité une église nommée « Saint Albans Church», mais, qui est dans la ville de Pauatahanui et non dans la ville de Judgeford.

## Activités
En 1890, une coopérative laitière fut établie à la jonction de 'Flightys Road' et de ‘Pauatahanui-Haywards Road' par les familles Abbott et Galloway.
Ce fut initialement une crèmerie, où le lait était séparé de la crème envoyée ailleurs pour faire du beurre et du fromage, et qui a fonctionné environ 15 ans jusqu’à ce qu' elle brûle en 1907 .
BRANZ, le quartier général de la « Building Research Association of New Zealand » est situé au début de la 'Moonshine Road' près de la ville de Judgeford .

## Éducation
L'école la plus proche est l'école de Pauatahanui.
Pourtant, l'école de « Judgeford School » parfois appelée « Small Farms School », ouvrit dès le 6 octobre 1879 avec un effectif de 29 enfants, enseignés par Miss Georgina Chatwin.
Quand elle rouvrit après les vacances d'été de 1934, il n'y avait que seulement 8 enfants et l'école ferma donc le 10 mai 1935 avec les enfants restants suivant les autres élèves du secteur vers l'école de « Pauatahanui School ».

## Autres lectures
(en) Helen Reilly, Pauatahanui: A local history, Wellington, Pauatahanui Residents Association, 2013 (ISBN 978-0-473-25439-1).